# Jean Quéroli
Pas d'image ? Cliquez ici

a Compétitions nationales et continentales officielles uniquement.

Jean Queroli, né le 26 mars 1908 à Moïta et mort le 14 mars 1992 à Perpignan, est un joueur de rugby à XV et de rugby à XIII évoluant au poste de talonneur dans les années 1930. Il est devenu par la suite arbitre de rugby à XIII.
Sa carrière sportive est composée de deux phases. La première se déroule au club de rugby à XV de l'AS Béziers avec lequel il dispute le Championnat de France de rugby à XV aux côtés d'Émile Bosc et Raoul Lavagne. Il change de code de rugby pour du rugby à XIII et rejoint le XIII Catalan de Perpignan remportant le Championnat de France en 1936 aux côtés de François Noguères, André Bruzy, Augustin Saltraille et Bosc, ainsi que le titre de la Coupe de France en 1939.

## Palmarès

### Rugby à XIII
- Collectif :
  - Vainqueur du Championnat de France : 1936 (XIII Catalan).
  - Vainqueur de la Coupe de France : 1939 (XIII Catalan).
  - Finaliste du Championnat de France : 1937 (XIII Catalan).
  - Finaliste de la Coupe de France : 1937 (XIII Catalan).

#### Statistiques
| Saison    | Saison       | Championnat           | Championnat | Coupe           | Coupe      |
| Saison    | Saison       | Comp.                 | Class.      | Comp.           | Class.     |
| --------- | ------------ | --------------------- | ----------- | --------------- | ---------- |
| 1935-1936 | XIII Catalan | Championnat de France | Champion    | Coupe de France | 1/4 finale |
| 1936-1937 | XIII Catalan | Championnat de France | Finaliste   | Coupe de France | Finaliste  |
| 1937-1938 | XIII Catalan | Championnat de France | 1/4 finale  | Coupe de France | 1/2 finale |
| 1938-1939 | XIII Catalan | Championnat de France | 5e          | Coupe de France | Vainqueur  |